# Ariarates X Eusebio Filadelfo

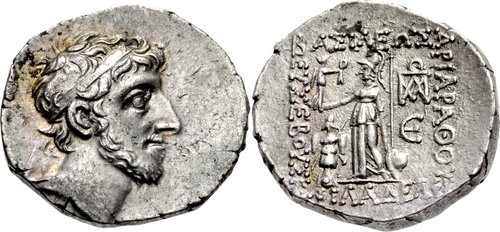
Moneda con el busto del rey Ariarates X

Ariarates X Eusebio Filadelfo (en griego antiguo: Ἀριαράθης Εὐσεϐής Φιλάδελφος, Ariaráthēs Eusebḗs Philádelphos, Pío y que "ama/quiere" a su hermano) fue rey de Capadocia entre los años 42 a. C. y 36 a. C.
Hijo menor de Ariobarzanes II, sucedió a su hermano Ariobarzanes III Eusebio Filorromano, cuando este fue asesinado. Reinó comno vasallo de la República romana. Su reinado tampoco fue largo, pues fue depuesto y ejecutado por Marco Antonio. Le sucedió Arquelao Ktistes, segundo hijo del sumo sacerdote de Belona del santuario de Comana.